# Araneus liber
Araneus liber este o specie de păianjeni din genul Araneus, familia Araneidae. A fost descrisă pentru prima dată de Leardi în anul 1902. Conform Catalogue of Life specia Araneus liber nu are subspecii cunoscute.